# Тор Хејердал
Тор Хејердал (енгл. Thor Heyerdahl; Ларвик, 6. октобар 1914 — Кола Мичери, 18. април 2002) је био норвешки научник, путник и писац.

## Најчувенији сплав на свету - „Кони Тики“
Бавио се проучавањем порекла становништва Полинезије. Изнео је претпоставку да они потичу из Јужне Америке. Тор Хејердал је, сплавом направљеним од дрвета названим Кон Тики 1947. године, за 101 дан са пет путника препловио Тихи океан. Пошао је из Перуа у Јужној Америци и прешао 8.000 km. Исти такав сплав користили су Индијанци вековима раније. Торова посада није имала ни карте ни инструменте. Оријентисали су се уз помоћ звезда. Хранили су се оним што су успут ловили:рибама, делфинима, ајкулама. Залихе воде обнављали су кишницом. Сплав је прешао кроз две страшне олује. Коначно сто првог дана, насукао се на једном острву у Полинезији. После недељу дана лутања уз обалу, посада је срела урођенике који су живели на острву. Сплав је спасен и послан у Норвешку. Документарни филм о овој експедицији освојио је две награде Оскар. Књига под називом „Експедиција Кон Тики“ преведена је на седамдесет језика укључујући и српски.

## Путовање сплавом „Ра“
Хејердал је волео сплавове. Осим „Кон Тикија“, направио је и сплав какав су користили стари Египћани. Назвао га је „Ра“, према њиховом богу сунца. Хтео је да докаже да су Египћани могли да плове преко Атлантског океана до Јужне Америке, јер је веровао да су Египћани градили пирамиде у Мексику. Међутим сплав није издржао. Морали су да га напусте код острва Барбадоса. На читавом путовању посада је примећивала велике мрље нафте у океану. Хејердал је о томе поднео извештај Организацији уједињених нација, након чега су га замолили да на следећем путовању истражи загађење океана.

## Путовање сплавом „Ра 2“ преко океана
После годину дана, Хејердал је направио још један сплав и назвао га је „Ра-2“. Њиме се отиснуо на исто путовање као сплавом „Ра“. Овог пута, за 57 дана, успео је да преплови океан. Посада се састојала од осам чланова из различитих земаља, а сплав је носио заставу Уједињених нација. Тор Хејердал је о својим запажањима о загађењу океана обавестио државнике двадесет земаља света. Успео је да издејствује доношење забране о бацању отпадне нафте у океане. Данас постоји награда „Тор Хејердала“, која се додељује борцима против загађивања океана.

## Путовање сплавом „Тигар“ низ реку Тигар
Путовањем на још једном сплаву, Хејердал је хтео да докаже да су постојали контакти између древних цивилизација у Египту, Индији, Месопотамији. Овај сплав је био направљен од трске, у Ираку. Био је дуг 18 метара. Посада је имала 11 људи. Сплав је назван по реци Тигар, у којој је први пут запловио. Пут је био дуг скоро 7000 km. Преко Индијског океана стигли су до Пакистана, а затим су кренули за Африку. Када су пловили поред обале државе Џибути, избио је грађански рат. У знак протеста против рата, Хејердал је запалио брод. На свим својим путовањима Хејердал је само желео да покаже да океани одувек повезују људе.